# Victor Jamaer
Pierre Victor Jamaer (Brussel, 8 augustus 1825 - aldaar, 10 april 1902) was een van de belangrijkste figuren van de Belgische neogotiek. Gedurende meer dan een halve eeuw overzag hij, in samenspraak met burgemeester Karel Buls en stadsarchivaris Alphonse Wauters, een grondige restauratie die aan de Brusselse Grote Markt zijn oude luister teruggaf.

## Loopbaan
Jamaer studeerde aan de Koninklijke Academie voor Schone Kunsten van Brussel en volgde opleiding bij Joseph Jonas Dumont. Hij trad in 1847 als tekenaar in dienst van het stadsbestuur. Daar werkte hij zich op tot inspecteur van gebouwen (1857), hoofdinspecteur (1861) en stadsarchitect (1864-1895).
Met zijn neogotische ontwerpen volgde Jamaer in de voetsporen van Viollet-le-Duc, zij het dat hij een benadering voorstond die iets nauwer aansloot bij de geschiedenis. Zijn werk was gebaseerd op doorgedreven historisch onderzoek.
Tot zijn belangrijkste restauraties behoren de Kapellekerk (1860), het Stadhuis (met onder meer 288 nieuwe beelden in de gevelnissen) en verschillende huizen op de Grote Markt. Daar nam hij ook het Broodhuis onder handen (1873-1895). Het was in slechte staat door het Franse bombardement van 1695 en de overwelving van de Zenne. Jamaer liet het voor driekwart afbreken en gaf het met een toren en galerijen een nieuw uitzicht. Ook de Zwarte Toren, een restant van de stadswallen aan het Sint-Katelijneplein, liet hij opknappen (1888-89).
Andere opmerkelijke realisaties zijn het kasteel van Blekkom (1859), het toegangsgebouw tot de begraafplaats van Brussel (met landschapsarchitect Louis Fuchs), de Brusselse kunstacademie (waar hij gestudeerd had) en zijn eigen woning in neo-Vlaamse renaissance (1874-76, Stalingradlaan 62). 
Hij was lid van de Société Centrale d'Architecture de Belgique en publiceerde regelmatig in haar maandblad L'Emulation. Daarnaast was hij voorzitter van de Société Royale d'Archéologie en lid van de Commission Royale des Monuments en van de Koninklijke Academie voor Schone Kunsten van Antwerpen. Hij werd benoemd Commandeur in de Leopoldorde.